# Indosquilla
Indosquilla is een geslacht van kreeftachtigen uit de klasse van de Malacostraca (hogere kreeftachtigen).

## Soort
- Indosquilla manihinei Ingle & Merrett, 1971